# Scontri di Kingston
Con scontri di Kingston o battaglia di Tivoli Gardens si è soliti riferirsi alla rappresaglia armata ingaggiata da un cartello di droga giamaicano noto come Shower Posse nella capitale della nazione, Kingston, in relazione alla richiesta di estradizione del Governo degli Stati Uniti nei confronti del capo latitante della banda: Christopher Coke, ricercato per crimini legati a traffico di droga e contrabbando d'armi.

## Sfondo
Il contesto generale della situazione riguarda un mandato d'estradizione per gli Stati Uniti del criminale ricercato Christopher Coke rifiutato dal primo ministro Bruce Golding nel 2009. Al rifiuto ne seguì un periodo di relativo gelo tra i due Pesi e l'annullamento temporaneo di un prestito di 1,27 miliardi $ deliberato in febbraio da parte del Fondo Monetario Internazionale, previsto per aiutare l'economia della Giamaica.
La tensione salì dopo che l'opposizione del governo in carica scoprì e rese pubblico un accordo tra Golding e lo studio legale Manatt, Phelps & Phillips del valore di 400000 $ in base al quale l'impresa avrebbe dovuto rappresentare il governo giamaicano in una possibile disputa con gli Stati Uniti, e per la cui realizzazione il governo avrebbe fatto pressione sulle principali istituzioni affinché la situazione venisse ulteriormente peggiorata.
Dopo un periodo di tira e molla, il primo ministro Bruce Golding annunciò sulle reti nazionali, il 17 maggio, che il Ministro della Giustizia avrebbe firmato l'estradizione di Coke, chiedendo pubblicamente scusa al popolo giamaicano per le vicende accadute in quei mesi.

## Gli scontri
Il 23 maggio 2010 a Kingston (Giamaica) sono esplosi dei violenti scontri tra le autorità dell'ordine, malviventi vari e membri del Shower Posse, banda di narcotrafficanti controllata da Christopher Coke, dopo il governo giamaicano ha autorizzato l'estradizione di Coke per gli Stati Uniti, dove è ricercato per criminali legati a droga e traffico d'armi. Dopo che le violenze si sono intensificate, due quartieri periferici della capitale giamaicana sono stati segnalati in stato d'emergenza e le donne e i bambini evacuati dalle zone più ad alto rischio e in quelle dove è in atto la sommossa.
Tre commissariati sono stati attaccati con armi da fuoco da vari membri delle associazioni criminose di Kingston. Negli attacchi, due agenti sono rimasti uccisi e uno dei commissariati è stato dato alle fiamme dopo che gli agenti erano costretti a evacuare dall'edificio dopo aver terminato le munizioni.
Nella giornata incandescente, un altro agente è rimasto ferito insieme a un civile. Golding, in relazione agli scontri ha tenuto una seduta al Parlamento annunciando lo stato d'emergenza della durata di un mese in tutta la capitale e nella contigua città di Saint Andrew, per timore che gli sconti possano estendersi anche lì, e il dispiegamento di forze per combattere la criminalità: «Al crimine non sarà permesso di trionfare. Le minacce contro la sicurezza del nostro popolo saranno represse in modo forte e deciso» e che «questo sarà un punto di svolta per la nazione: ossia la battaglia con le forze del male che hanno penalizzato la società e hanno fatto guadagnare a Kingston la poco invidiabile fama di essere una delle capitali con il più alto tasso di omicidi al mondo. Dobbiamo far fronte a questo criminale con determinazione e risolutezza».
Nei quartieri ad alto tasso di criminalità, nonché sotto il controllo diretto dei narcotrafficanti, come Tivoli Gardens e in generale la West Kingston, i criminali hanno realizzato barriere con cassonetti, veicoli e oggetti vari per far fronte agli attacchi della polizia e ostacolare qualsiasi intervento delle autorità.
Il Dipartimento di Stato degli Stati Uniti in un comunicato ha sconsigliato ai propri cittadini soggiorni e viaggi nell'area di Kingston e dintorni a causa delle violenze e per timori di ulteriori disagi.
Dopo due giorni di scontri, il 25 maggio è stato chiuso l'aeroporto a causa della situazione fuori controllo che ha portato all'uccisione di 30 persone e l'arresto di 211, tra cui anche sei donne, roghi, incendi e attacchi alla polizia in tutta Kingston.

## Locazione di Coke
Prima che esplodessero i violenti scontri armati, si pensava che Coke risiedesse proprio a West Kingston in uno dei quartieri maggiormente colpiti dalla guerriglia, dove è considerato un idolo dalla comunità. In seguito, il ministro dell'Interno giamaicano, Darykl Vaz, espresse la sua convinzione secondo cui il criminale sarebbe fuggito all'estero grazie alla copertura fornitagli dall'arresto civile.

## Reazioni internazionali
Diverse compagnie aeree hanno cancellato voli da e per Kingston dopo che il governo ha dichiarato lo stato d'emergenza invogliando i turisti a disertare viaggi nella capitale. Le autorità canadesi hanno chiesto ai propri cittadini di non viaggiare verso Kingston a meno di situazioni essenziali.
Per motivi legati alla sicurezza, una partita di cricket tra squadre delle Indie occidentali è stata trasferita a Trinidad.
Il 27 maggio 2010, l'Inter-American Commission on Human Rights ha chiesto un'indagine imparziale sugli scontri.